# Myiarchus barbirostris
Caça-moscas-jamaicano ou maria-cavaleira-jamaicana (Myiarchus barbirostris) é uma espécie de ave da família Tyrannidae.
Pode ser encontrada nos seguintes países: Ilhas Cayman e Jamaica.
Os seus habitats naturais são: florestas subtropicais ou tropicais húmidas de baixa altitude, regiões subtropicais ou tropicais húmidas de alta altitude e florestas secundárias altamente degradadas.